# 新民主同盟
新民主同盟（英語：Neo Democrats），簡稱新同盟，是一個香港民主派政黨，於2010年10月2日成立，2021年6月26日宣佈解散。是一個由前民主黨成員為主所組成之政黨。政黨強調務實本土的自治派路線，從實際政策倡議，去捍衛香港本土權益，同時重視地區工作。
成員於民主黨時，多為被視作「改革派」人士。他們反對民主黨不參與五區公投運動，以及反對民主黨支持2010年政改方案，並於2010年底退出民主黨。
自成立以來，新民主同盟一直是民主派的區議會第二大黨，僅次於民主黨。不過，於2019年香港區議會選舉，雖然議席和當選率有所增長，但隨著泛民大勝，區議會議席數目被公民黨超越，為當時民主派在區議會的第四大黨。

## 歷史
新民主同盟於2010年10月2日成立，即香港民主同盟改組成民主黨的16週年。他們指這並不等同於民主黨改革派成員集體退黨的行動；而事實上，民主黨個別成員自行成立社會運動組織，並身兼多個組織的身份，情況並不罕見。起初，他們指自身將繼續留在黨內，維持黨內的多元聲音和民主包容的文化。時任民主黨主席何俊仁表示，只要黨員遵守黨紀，例如在黨進行決議後投票立場一致，以及言行不會嚴重損害黨聲譽，自行成立社運組織並無問題。他又認為，聯盟中大多數成員未退黨，反映他們接受黨的整體表現和立場。也有民主黨成員指，他們主力爭取反對政改方案的泛民支持者。同年12月19日，多達30名民主黨改革派成員宣佈退黨，其中包括新同盟除林少忠外所有的區議員及民主黨前副主席陳竟明等人。新同盟正式進行社團註冊後，民主黨將新同盟視作政黨組織，並且不接受黨內成員同時為新同盟成員。
2012年7月，新民主同盟范國威率領一張九人名單出戰新界東選區直選，最終范國威成功當選，其票源不少來自反對民主黨政改方案的原民主黨及鄭家富的支持者。
2013年3月21日，新民主同盟聯同其他泛民主派政黨及團體成立真普選聯盟。
2014年雨傘革命後，新民主同盟轉走較溫和務實的自治派路線，與本土派區別，並憑扎實的地區工作，於2015年香港區議會選舉中大勝，派出16人參選，其中15人成功當選，成為區議會泛民第三大政黨，除了新界東的沙田區、大埔區及西貢區以外，更首次於北區及新界西的荃灣區取得議席。當中大埔區的任啟邦以4148票成為當屆選舉票王。唯一在選舉中落敗的王珮芝，於2016年1月獲委任為新民主同盟首任總幹事。
2016年，新同盟的新界東參選人范國威落選，令新同盟在立法會中失去唯一议席。其後范國威在2018年香港立法會補選勝出重返立法會。
2021年3月12日，新民主同盟在facebook發表聲明，指基於現時的政治氣氛及形勢，未來不參與民間人權陣線工作及會議。同年6月25日傍晚六時在facebook宣布正式解散，貼文稱於上週舉行擴大會議（包括所有區議員在內），討論後經大多數同意，並獲全體成員確認，決定於當天解散組織。屬組織內的大埔區議員關永業接受明報查詢時解釋，這決定與政治情況有關，透露，保留新民主同盟和解散的兩種意見，兩種都有成員投票，結果相近。並期望解散組織可保各成員平安。

## 政治立場
新民主同盟的政治立场偏向本土主義，黨綱包括爭取真普選、港人優先、推動務實本土、永續發展、抗赤化以及爭取香港擁有單程證審批權，以公義、民主、法治、公平、自由為核心價值。

## 參與選舉
在脫離民主黨後，新同盟在資源緊絀的情況下，憑著扎實的地區工作，每每在選舉中報捷。不過在2015年前，新同盟只派人於新界東參選。

### 2011年區議會選舉
2011年區議會選舉，新同盟首次派出10人參選，當中7人為爭取連任，3人首次參選，所有參選人皆為前民主黨成員。參與區域為西貢、沙田及大埔區。最終有8人當選，當選率達80%，其中3名首次參選有2人當選，包括於被視為民建聯/公民力量「劉江華老巢」的沙田乙明選區勝出的丘文俊；7人連任僅1人落敗。值得一提的是，多個新同盟參選的選區，皆得到鄭家富的站台支持。

### 2012年立法會選舉
2012年立法會選舉，新同盟首次派出以范國威為首1張9人名單於新界東參選，名單中除梁永雄外，其餘參選人皆為現任區議員。選舉初期，范國威的支持度一直落後。後來在得到鄭家富「交波」支持下，加上地區鐵票，得到28,621票，以近4000票之差，擊敗地區主要「對手」，前自由黨成員方國珊，取得新界東最後一席，當選立法會議員。

### 2012年鞍泰選區補選
因原鞍泰選區議員、民建聯成員楊祥利因申請破產而辭職，使該區議席出缺須補選。新同盟派出鄰近的大水坑選區區議員容溟舟助理陳珮明參與是次補選。然而，在民主黨同時派人參選情況下，被民建聯的招文亮險勝。選後民主黨立法會議員黃碧雲指陳珮明為「民建聯B隊」，引起新同盟不滿，最後黃碧雲道歉並收回言論。其後，容溟舟及陳珮明於2015年區議會選舉前退出新同盟。

### 2015年區議會選舉
2015年區議會選舉，新同盟派出16人參選，當中14人於新界東參選，並首次派出2人於於新界西參選，包括於馬灣選區出選的環保觸覺創辦人譚凱邦。其中6人爭取連任、1人接棒，以及9人首次參選，有7名參選人並非前民主黨成員。以沙田區及西貢區的參選人數最多，各有5人參選，北區亦首次派人參選。最後新界東14人全數當選，其中最矚目的是於沙田區俗稱「沙乙博」的沙角、乙明及博康三個選區，除成功連任丘文俊外，他更帶領兩名助理陳兆陽及趙柱幫勝出；而於澳塘選區的呂文光亦成功接替原區議員張國強的議席，於華明選區勝出的陳惠達成為新同盟首名北區區議員；在怡富選區連任成功的任啟邦，所得的4148票更成為該屆區議會選舉最高得票的當選人。新界西參選的2人僅綠陽選區的王珮芝落敗，譚凱邦則勝出，令新同盟首次突破新界東。16人參選合共15人當選，當選率達93%，為各政黨之冠，該黨成為區選大贏家。

### 2016年立法會選舉
2016年立法會選舉，新民主同盟原欲派出三張名單參選，包括新界東以范國威為首的八人名單、新界西譚凱邦的一人名單，以及區議會（第二）功能界別關永業的三人名單，名單內所有成員皆為區議員。新民主同盟決意不參與泛民初選，秘書長陸耀文表示是因為「初選只對大型政黨有利」的緣故。
但提名期開始後，譚凱邦因家庭理由宣布不參選，改為支持范國威的選舉工程。另外，原本曾表示不再參選的鄭家富宣布在新界東復出，使范國威選情一直被看淡。
選舉前兩天，多名民主派候選人先後宣布棄選，以確保民主派保住分組點票的否決權。關永業原表示不會棄選，但由於區議會（第二）功能界別共有六張泛民主派名單出選，為了保持泛民取得三席，民調落後的其中兩張名單都在選舉前宣布「棄選」，而關永業亦都在選舉前夕宣布「棄選」（終止選舉工程，但其名單仍印在選票上）。另外，
他亦呼籲鄭家富棄選但被拒絕。
選舉當日，黨內三名區議員丘文俊、陳兆陽及趙柱幫更在9月4日投票當天倒戈為鄭家富助選，最終范國威連任失敗，令新民主同盟失去在立法會唯一議席。倒戈的三人於9月6日被革除會籍。

### 2018年立法會補選
2016年香港立法會選舉後，因出現香港立法會宣誓風波，導致6名民主派議員先後被取消資格。連任失敗的范國威被指在本土派議員梁頌恆及游蕙禎被政府入稟挑戰議員資格後，即部署參加補選。
2018年1月14日，范國威在民主派初選中勝出，代表民主派出戰立法會補選。最終范在3月11日舉行的補選中勝出，獲得18萬票，但無法全取民主派及本土派的選票。

### 2019年區議會選舉
2019年區議會選舉，新同盟派出20人參選，當中18人於新界東（9人於西貢區、1人於沙田區、4人於大埔區、4人於北區）參選，2人於新界西（均於荃灣區）參選。其中12人爭取連任、7人首次參選。最後在民主派大獲全勝下，上屆唯一落敗的綠楊選區，今屆由潘朗聰出戰並成功當選，新界西增至2席。新界東方面，西貢、大埔候選人全數當選，沙田1人亦當選，北區4人有3人當選，其中在欣盛出選的林淑菁更擊敗民建聯「雙料議員」劉國勳，但在盛福選區參選的前民主黨、新思維成員黃良喜則落敗。20人參選合共19人當選，當選率達95%，延續上屆佳績。

## 議員

### 立法會議員
| 席位     | 選區／界別 | 議員     | 2012-2016 | 2016-2020 | 備註                                                                              |
| -------- | ---------- | -------- | --------- | --------- | --------------------------------------------------------------------------------- |
| 地方選區 | 新界東     | 范國威   |           | →         | 於2018年3月11日經補選而當選，但2019年12月17日因補選程序問題而被法庭裁定當選無效。 |
| 所得議席 | 所得議席   | 所得議席 | 1         | 0 → 1 → 0 |                                                                                   |

## 選舉

### 立法會選舉
| 選舉          | 民選得票 | 民選得票比例 | 地方選區議席 | 功能界別議席 | 總議席 | 增減 |
| ------------- | -------- | ------------ | ------------ | ------------ | ------ | ---- |
| 2012          | 28,621   | 1.58%        | 1            | 0            | 1 / 70 | 1 ▲  |
| 2016          | 31,595 ▲ | 1.46% ▼      | 0            | 0            | 0 / 70 | 1▼   |
| 2018 （補選） | 183,762  | 44.57%       | 1            | 不適用       | 1 / 70 | 1 ▲  |

### 區議會選舉
| 選舉 | 民選得票 | 民選得票比例 | 民選議席 | 委任議席 | 當然議席 | 總議席   | 增減 |
| ---- | -------- | ------------ | -------- | -------- | -------- | -------- | ---- |
| 2011 | 25,437   | 2.15%        | 8        | 0        | 0        | 8 / 507  | 8 ▲  |
| 2015 | 42,148 ▲ | 2.92% ▲      | 16       | 不適用   | 0        | 16 / 458 | 8 ▲  |
| 2019 | 87,923 ▲ | 3.01% ▲      | 19       | 不適用   | 0        | 19 / 479 | 3 ▲  |

## 派系
- 主流派：包括創黨成員范國威、關永業等人，主要領導黨內事務。
- 少壯派：2019年11月25日後當選的新星區議員：包括荃灣區潘朗聰等。

## 資料來源
1. ↑  .   [2010-10-03]. （原始内容存档于2010-12-06）.
2. ↑  .   [2010-12-18]. （原始内容存档于2010-12-23）.
3. 1 2  .   [2013-04-07]. （原始内容存档于2014-06-21）.
4. ↑  .   [2015-11-23]. （原始内容存档于2015-11-23）.
5. ↑  政壇：新同盟總幹事 女將登場 （页面存档备份，存于），太陽報，2016-01-05
6. ↑  .   [2016-09-10]. （原始内容存档于2017-03-05）.
7. ↑  .   [2015-11-23].
8. ↑  范國威與方國珊皆為西貢區議員，二人不時於區內針鋒相對。
9. ↑  民建聯得票率近7成 新同盟成泛民大贏家 （页面存档备份，存于），東方報業集團網站，2015-10-23
10. ↑  . 2016-05-08  [2016-06-17]. （原始内容存档于2016-07-10）.
11. ↑  . 蘋果日報. 2016-09-06  [2016-09-06]. （原始内容存档于2016-09-17）.
12. ↑  . 星島日報. 2016-09-06  [2016-09-06]. （原始内容存档于2016-09-08）.
13. ↑  .   [2016-09-06]. （原始内容存档于2016-09-11）.
14. ↑  政Whats噏：宣誓風波或引發補選　各派虎視 （页面存档备份，存于） 東方日報 2016-10-21

## 外部連結
- 官方网站（已失效） （页面存档备份，存于）
- 新民主同盟的Facebook專頁（已失效）
- YouTube上的新民主同盟頻道